# ГЕС Кіїра
ГЕС Кіїра - ГЕС, 2-й ступінь верхньої частини каскаду гідроелектростанцій на річці Білий Ніл, Уганда.
Електростанція розташована в Кімака, північному передмісті Джинджі, в східній частині центральної Уганди, приблизно за 6,5 км до північного заходу від центру ділового району Джинджі, другого за величиною промислового міста Уганди. Практично є другою чергою ГЕС Оуен-Фолс. 
У 1993 році було розпочато проект розширення ГЕС Оуен-Фолс, що передбачало будівництво другої електростанції в кілометрі нижче за течією від першої ГЕС. Основні роботи з будівництва дамби були закінчені до 1999 року, перші дві турбіни були запущені в 2000-му. Проект передбачав 5 турбін, ще дві турбіни були змонтовані в 2003 році. Установка п'ятої і останньої турбіни було завершено в січні 2007 року. Кожна турбіна має потужність 42 МВт. Під час офіційної церемонії відкриття в 2003 році споруда отримала назву ГЕС Кіїра. Роботи були виконані компанією Acres International (тепер Hatch Ltd), Канада.